# Luis Alberto Lamata Bethencourt
Luis Alberto Lamata Bethencourt (Caracas, 14 de novembre de 1959) és un director de cinema, productor, escriptor i historiador veneçolà. És fill del director de telenovel·les Juan Lamata Martín i nebot de l'actriu María Luisa Lamata Martín. Es va casar amb l'actriu Lourdes del Valle Valera.

## Biografia
Va estudiar història a la Universitat Central de Veneçuela (UCV) però des de 1982 es va dedicar al cinema. El 1984 va dirigir, per una banda, el curtmetratge Félix o ¿sabe usted cuánto gana un cajero? i la telenovel·la Topacio, de gran èxit dins i fora de Veneçuela. Així va alternar el seu treball al cinema com a assistent de direcció a Profesión vivir (1985) de Carlos Rebolledo i com a assessor de Carlos Azpurúa al documental Amazonas, el negocio de este mundo (1986), amb noves telenovel·les: Mansion de Luxe (1986), La intrusa (1987), Señora (1988), Pobre negro (1989) i Gardenia (1990).
El 1991 va estrenar el seu primer llargmetratge, Jericó, ambientada en la cristianització de Veneçuela en el segle xvi, que fou seleccionada per representar Veneçuela a l'Oscar a la millor pel·lícula de parla no anglesa i alhora fou nominada al Goya a la millor pel·lícula estrangera de parla hispana i premiada al Festival de Biarritz. Va continuar fent telenovel·les i no tornaria a dirigir cap llargmetratge fins 1996, quan va dirigir el drama bèl·lic Desnudo con naranjas, exhibida al Festival de Cinema de Sundance. El tercer llargmetratge no arribaria fins 2007, quan va dirigir Miranda regresa, amb el qual va obtenir el Premi del Públic al seu país. Posteriorment ha dirigit El enemigo (2008), premi al Festival de Trieste, Taita Boves (2010), premiada al Festival de Cinema de Mérida, Bolívar, el hombre de las dificultades (2013) i Parque Central (2018).

## Filmografia

### Cinema
- Jericó (1991)
- Desnudo con naranjas (1996)
- Salserín (1997)
- Miranda regresa (2007)
- El enemigo (2008)
- Taita Boves (2010)
- Azú (2013)
- Bolívar, el hombre de las dificultades (2013);
- Parque Central (2018)

### Televisió
- Topacio (1984)
- Mansion de Luxe (1986)
- La intrusa (1987)
- Señora (1988)
- Pobre negro (1989)
- Gardenia (1990).
- Las dos Dianas (1992)
- El paseo de la gracia de Dios (1993)
- Enséñame a querer (1998)
- Calypso (1999)
- Soledad (2001-2002)
- La hija del jardinero (2003)
- Belinda (2004)
- La vida entera (2008)
- El árbol de Gabriel (2011)
- A puro corazón (2015)